# Эмир

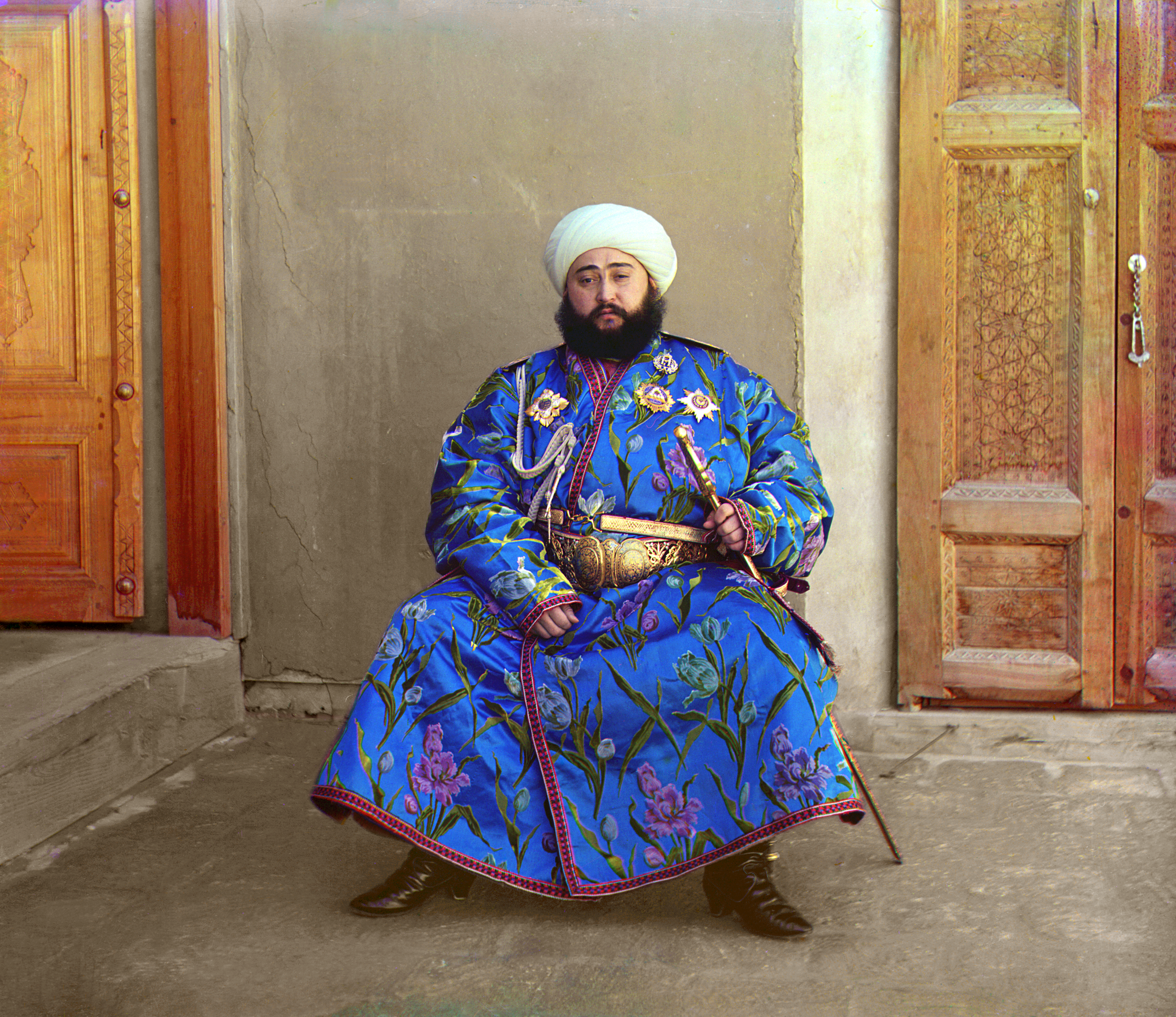
Эмир Бухары Алим Хан (1880—1944). Фотография С. М. Прокудина-Горского, 1911 год

Эми́р или ами́р (араб. أمير‎ —  повелитель, вождь‎) — в некоторых мусульманских странах Востока и Африки титул правителя, князя, в первую очередь, военного характера, а также вообще лицо, носящее этот титул.
Существует множество производных от этого титула. Например, халифы носили титул амир аль-муминин — «повелитель правоверных».

## Производные формы
- Праведный халиф Умар ибн аль-Хаттаб первый принял титул амир аль-муминин (أمير المؤمنین — ’amīr al-mu’minīn), то есть «повелитель верующих». Позже первый министр халифата принял титул, последний получил значение полновластного майордома. Помимо Омейядов и Аббассидов титул амир аль-му’минин носили Фатимиды, Ко́рдовские эмиры и Альмохады.
- Альморавиды и Мариниды приняли титул — амир аль-муслимин (أمير المسلمین — ’amīr al-muslimīn) — «повелитель мусульман».
- Амир аль-умара (букв. «эмир эмиров») — титул верховного главнокомандующего войсками Аббасидов.
- Слово адмирал является искажённым «амир аль-бахр» (араб. أمير البحر ‎), что означает «повелитель моря».
- Амир аль-хадж (предводитель паломников) — предводитель больших групп паломников, направляющихся в Мекку.
- Персидский титул мирза является сокращённым вариантом эмир заде (перс. امیر زاده‎ — amir zâdah) — «сын эмира».
- Мир — титул обычно обозначающий главу племени. Сокращённый вариант арабского слова «амир».

## Присваивание титула
Титул эмира присваивается сыновьям арабских монархов (например, в Саудовской Аравии). В Дагестане в прошлом такой титул носил один из князей, Тучелав ибн Алибек I.
Аль-Гарнати, арабский путешественник, посетивший Волжскую Булгарию в 1135 и 1151 годах, называет предводителя булгар общим словом «эльтебер», хотя в одном месте он употребил титул «эмир». Древнетюркское слово эльтебер было со временем забыто и в период широкого распространения ислама вытеснено арабским словом эмир.
В Средней Азии титул эмира через пожалование (от ханов) носили многие лица, главным образом главы племён и влиятельные предводители родов. Также, так как ханом мог быть только потомок Чингисхана, то лидерам государственных образований, имевшим неограниченную власть, но не являвшимся чингизидами, приходилось довольствоваться скромным титулом эмира (например, Тамерлан).
Так, например, правители Бухарского государства из династии мангытов в своей титулатуре использовали титул «эмир», со смыслом, конечно же, не военного вождя, а повелителя правоверных (духовный титул халифов), заявляя таким образом о значении Бухары в мусульманском мире, как опоры ислама в Туркестане.

## Эмиры
- Эмир Тимур (Тамерлан)
- Эмир Бухарского эмирата
- Эмир Дубая
- Езидские эмиры
- Эмир Катара — глава государства в Катаре
- Эмир Кувейта — глава государства в Кувейте

### Гранадский эмират
Эмиры Гранады происходили из династии Насридов. Они правили в Гранадском эмирате в 1232—1492 гг. Первым эмиром Гранадского эмирата был Мухаммад I аль-Галиб (1232—1273), последним — Мухаммад XII аз-Зухуби (Боабдил). Эмиры умело лавировали между христианскими правителями и Маринидами Феса, что позволило им сохранять свои позиции в Гранаде, ставшей центром мусульманской культуры в Испании. После объединения христианской Испании в 1469 году. Католическими королями и захватом христианами Гранады в 1492 году, последние Насриды бежали в Марокко.
| Имя                              | Арабское написание | Годы жизни | Годы правления | Примечание                                                                       |
| -------------------------------- | ------------------ | ---------- | -------------- | -------------------------------------------------------------------------------- |
| Мухаммад I аль-Галиб             | محمد بن نصر        | 1194—1273  | 1232—1273      | нанёс поражение кастильскими войсками в битве при Лас Навас де Толоса (1212).    |
| Мухаммад II аль-Факих            | محمد بن محمد       | 1235—1302  | 1273—1302      | в 1278 году взял Малагу.                                                         |
| Мухаммад III аль-Махлу           | محمد المخلوع       | 1257—1314  | 1302—1309      | поддерживал союзнические отношения с Маринидами против Кастилии и Леона.         |
| Наср ибн Мухаммад                | نصر بن محمد        | 1287—1322  | 1309—1314      | его политика привела к союзу Кастилии и Леона, Арагон и государства Маринидов.   |
| Исмаил I ибн Фарадж              | إسماعيل بن فرج     | 1279—1325  | 1314—1325      | внёс значительный вклад в строительство Альгамбры и Хенералифе.                  |
| Мухаммад IV ибн Исмаил           | محمد بن إسماعيل    | 1315—1333  | 1325—1333      | реальной властью стала обладать придворная знать во главе с его бабушкой.        |
| Юсуф I ибн Исмаил                | يوسف بن إسماعيل    | 1318—1354  | 1333—1354      | был зарезан сумасшедшим в Большой гранадской мечети во время праздника           |
| Мухаммад V аль-Гани              | محمد بن يوسف       | 1338—1391  | 1354—1359      | реальное управление было в руках у старого визиря Ридвана                        |
| Исмаил II ибн Юсуф               | إسماعيل بن يوسف    | 1338—1360  | 1359—1360      |                                                                                  |
| Мухаммад VI аль-Ахмар            | محمد بن إسماعيل    | 1332—1362  | 1360—1362      |                                                                                  |
| Мухаммад V аль-Гани              | محمد بن يوسف       | 1338—1391  | 1362—1391      |                                                                                  |
| Юсуф II аль-Мустагани            | يوسف المستغني      | ум. 1392   | 1391—1392      |                                                                                  |
| Мухаммад VII аль-Мустаин         | محمد السابع الثاني | 1370—1408  | 1392—1408      |                                                                                  |
| Юсуф III ан-Насир                | يوسف الناصر الثاني | 1376—1417  | 1408—1417      |                                                                                  |
| Мухаммад VIII аль-Мутамассик     | محمد بن يوسف       | 1409—1431  | 1417—1419      |                                                                                  |
| Мухаммад IX аль-Галиб            | محمد الصغير        | 1396-1454  | 1419—1427      |                                                                                  |
| Мухаммад VIII аль-Мутамассик     | محمد بن يوسف       | 1409—1431  | 1427—1429      |                                                                                  |
| Мухаммад IX аль-Галиб            | محمد الصغير بن نصر | 1396—1454  | 1429—1432      | четырежды возвращал себе эмирский престол                                        |
| Юсуф IV                          | يوسف بن المول      | ум. 1432   | 1432—1432      |                                                                                  |
| Мухаммад IX аль-Галиб            | محمد الصغير بن نصر | 1396—1454  | 1432—1445      |                                                                                  |
| Мухаммад X аль-Ахнаф             |                    |            | 1445—1445      |                                                                                  |
| Юсуф V                           |                    |            | 1445—1446      |                                                                                  |
| Мухаммад X аль-Ахнаф             |                    |            | 1446—1447      |                                                                                  |
| Мухаммад IX аль-Галиб            |                    |            | 1447—1453      |                                                                                  |
| Мухаммад XI ибн Мухаммад         | محمد بن محمد       | ум. 1454   | 1451—1455      | в 1454 году заключил невыгодное для эмирата перемирие с Кастильским королевством |
| Абу Наср Саид аль-Мустаин        |                    |            | 1454—1464      |                                                                                  |
| Али ибн Сад                      |                    |            | 1464—1482      |                                                                                  |
| Мухаммад XII аз-Зухуби (Боабдил) | محمد الثاني عشر    | 1459—1527  | 1482—1483      |                                                                                  |
| Али ибн Сад                      |                    |            | 1483—1485      |                                                                                  |
| Мухаммад XIII аз-Загалл          |                    |            | 1485—1490      |                                                                                  |
| Мухаммад XII аз-Зухуби (Боабдил) | محمد الثاني عشر    | 1459—1527  | 1490—1492      |                                                                                  |

### Кордовский эмират
В 750 году, после того как Аббасиды свергли Омейядов, эта семья была истреблена. Один из уцелевших её представителей бежал в Египет, а позже в Магриб. Но попытки закрепиться на тех землях были безрезультатны. В конце 755 года, Абд ар-Рахман высадился в Испании, захватил Кордову и провозгласил себя эмиром. Первоначально он формально признавал власть Аббасидов в Испании, но после конфликта 765 года упоминание Аббасидов в проповедях было запрещено. Большую часть своего правления он провел в борьбе с христианами.
Однако, настоящим создателем независимого эмирата стал Абд-ар-Рахман II, который упорядочил полномочия визирей и добился очень быстрой исламизации полуострова, значительно уменьшив число христиан на мусульманских землях. Борьба за власть между арабами и берберами не прекратились и после создания независимого эмирата, это дало шанс христианским королевствам, что в дальнейшем привело к Реконкисте. К моменту вступления на трон в 912 году Абд ар-Рахмана III, политический упадок эмирата был очевидным фактом. Абд-ар-Рахман III покончил с мятежами, совершил походы на христианские земли. А в 929 году провозгласил себя халифом.
| Имя                        | араб.              | Годы жизни | Годы правления | Примечание                                                             |
| -------------------------- | ------------------ | ---------- | -------------- | ---------------------------------------------------------------------- |
| Абдуррахман I ад-Дахил     | عبد الرحمن الداخل  | род. 731   | 756—788        | основатель династии кордовских Омейядов.                               |
| Хишам I ибн Абдуррахман    | هشام بن عبد الرحمن | род. 756   | 788—796        | подавил восстание берберов, живших вокруг Ронды.                       |
| Хакам I аль-Музаффар       | الحكم بن هشام      | род. 771   | 796—822        | подавил восстание факихов.                                             |
| Абдуррахман II ан-Насир    | عبد الرحمن الثاني  | род. 792   | 822—852        | покровительствовал наукам и искусству, отличался веротерпимостью.      |
| Мухаммад I ибн Абдуррахман | محمد بن عبد الرحمن | ум. 886    | 852—886        | в 862 году на некоторое время вернул контроль над Туделой и Сарагосой. |
| аль-Мунзир ибн Мухаммад    | المنذر بن محمد     | ум. 888    | 886—888        | провёл неудачную кампанию против Астурии.                              |
| Абдуллах ибн Мухаммад      | عبد الله بن محمد   | род. 843   | 888—912        | продолжил войну с Умаром ибн Хафсуном.                                 |
| Абдуррахман III ан-Насир   | عبد الرحمن الثالث  | род. 891   | 912—929        | принял титул халифа.                                                   |

## Катар
Эмиры Катара принадлежат к династии Аль Тани (араб. آل ثاني‎), происходящей от Бану Тамим, одного из крупнейших арабских племен. Государство Катар возникло в 1850 году, его основателем считается Мухаммед бен Тани.
| Имя              | араб.        | Годы жизни | Правление                         | Примечание                                                                     |
| ---------------- | ------------ | ---------- | --------------------------------- | ------------------------------------------------------------------------------ |
| Ахмад бин Али    | أحمد بن علي  | 1920—1977  | 3 сентября 1960 — 22 февраля 1972 | 1-й эмир Катара из династии Аль Тани                                           |
| Халифа бин Хамад | خليفة بن حمد | 1932—2016  | 22 февраля 1972 — 27 июня 1995    | получив поддержку армии и сил безопасности, совершил государственный переворот |
| Хамад бин Халифа | حمد بن خليفه | род. 1952  | 27 июня 1995 — 25 июня 2013       | при поддержке других членов семьи, захватил власть в Эмирате                   |
| Тамим бин Хамад  | تميم بن حمد  | род. 1980  | 25 июня 2013 — н. в.              | самый молодой эмир Катара за всё время независимости страны                    |